# Земская почта Гдовского уезда
Зе́мская по́чта Гдо́вского уе́зда — земская почта, организованная земской управой Гдовского уезда Санкт-Петербургской губернии. Существовала с 1870 года. В уезде выпускались собственные земские марки.

## История почты
Гдовская уездная земская почта была открыта 03 марта 1870 года. Почтовые отправления доставлялись из уездного центра (города Гдова) в уезд один раз в неделю.
Пересылка частных почтовых отправлений была платной. В 16 населённых пунктах уезда почтовые отправления принимались и выдавались земскими почтовыми служащими.
С 16 марта 1873 года к пересылке стали принимать денежные и заказные отправления.
С 16 апреля 1874 года в обращение были введены земские почтовые марки.

## Выпуски марок
Введённые в 1874 году земские почтовые марки имели номинал 2 копейки. На рисунке марок представлен орнамент, название уездной почты и номинал. Печать гдовских земских марок производилась в различных типолитографиях.

## Гашение марок
Гашение марок осуществлялось чернилами (перечеркиванием или надписыванием названия соответствующего населённого пункта), а также штемпелями круглой формы.